# Club Sport Bellavista
Sport Bellavista es un club de fútbol peruano, con sede en el distrito de Bellavista, provincia de Sullana, en el departamento de Piura. Fue fundado en 1935 y participa en la Copa Perú.

## Historia
El club fue fundado el 1 de marzo de 1935. Se afilió a la Liga de Sullana donde participó hasta la creación de la Liga Distrital de Bellavista en 1976.
En 1974 ganó la Liga de Sullana cortando una racha de ocho títulos consecutivos de Alianza Atlético y clasificó por primera vez a la Etapa Departamental donde terminó en segundo lugar detrás de Atlético Torino.
Sport Bellavista clasificó a la Etapa Regional de la Copa Perú 1980 donde participó en la Región I junto a Los Aguerridos de Monsefú y Leoncio Prado. Terminó en segundo lugar detrás de Los Aguerridos y no pudo clasificar a la siguiente etapa.
Llegó hasta la Etapa Departamental de Piura en 2012 donde terminó en tercer lugar de su grupo detrás de José Olaya de Sechura y Defensor La Bocana que lograron la clasificación a la siguiente fase.
En 2018 participó de la División Superior de Piura. Terminó en el último lugar del grupo A en la primera fase y quedó eliminado del torneo. Al año siguiente volvió a participar desde su liga de origen.

## Estadio
El club juega de local en el estadio Melanio Coloma de propiedad del Municipalidad distrital de Bellavista.

## Palmarés

### Torneos regionales
| Competición regional                | Títulos | Subcampeonatos    |
| ----------------------------------- | --- | ----------------- |
| Etapa Regional - Región I (0/1)     | | 1980.             |
| Liga Departamental de Piura (4/3)   | 1977, 1978, 1979, 1981.                                                                                                 | 1974, 1980, 1982. |
| Liga Provincial de Sullana (6/1)    | 1977, 1980, 1981, 1985, 2006, 2012.                                                                                     | 1986.             |
| Liga Distrital de Bellavista (20/0) | 1977, 1980, 1981, 1982, 1983, 1985, 1986, 1987, 1988, 1989, 1990, 1991, 1993, 1994, 2000, 2006, 2012, 2014, 2015, 2019. |                   |
| Liga Distrital de Sullana (1/0)     | 1974. |                   |